# توابع نویل تتا
توابع نویل تتا نام خود را از اریک هرولد نویل گرفته‌است، این توابع به این شکل تعریف می‌شوند:
{\displaystyle \theta _{c}(z,m)={\frac {{\sqrt {2\pi }}\,q(m)^{1/4}}{m^{1/4}{\sqrt {K(m)}}}}\,\,\sum _{k=0}^{\infty }(q(m))^{k(k+1)}\cos \left({\frac {(2k+1)\pi z}{2K(m)}}\right)}
{\displaystyle \theta _{d}(z,m)={\frac {\sqrt {2\pi }}{2{\sqrt {K(m)}}}}\,\,\left(1+2\,\sum _{k=1}^{\infty }(q(m))^{k^{2}}\cos \left({\frac {\pi zk}{K(m)}}\right)\right)}
{\displaystyle \theta _{n}(z,m)={\frac {\sqrt {2\pi }}{2(1-m)^{1/4}{\sqrt {K(m)}}}}\,\,\left(1+2\sum _{k=1}^{\infty }(-1)^{k}(q(m))^{k^{2}}\cos \left({\frac {\pi zk}{K(m)}}\right)\right)}
{\displaystyle \theta _{s}(z,m)={\frac {{\sqrt {2\pi }}\,q(m)^{1/4}}{m^{1/4}(1-m)^{1/4}{\sqrt {K(m)}}}}\,\,\sum _{k=0}^{\infty }(-1)^{k}(q(m))^{k(k+1)}\sin \left({\frac {(2k+1)\pi z}{2K(m)}}\right)}
در اینجا {\displaystyle K(m)} انتگرال بیوی کامل نوع اول است، {\displaystyle K'(m)=K(1-m)} و {\displaystyle q(m)=e^{-\pi K'(m)/K(m)}} نومِ بیضوی است.

## ارتباط با سایر توابع
توابع نویل تتا می‌توانند توسط توابع ژاکوبی تتا هم نمایش داده شوند
{\displaystyle \theta _{s}(z|\tau )=\theta _{23}(0|\tau )\theta _{1}(z'|\tau )/\theta '_{1}(0|\tau )}
{\displaystyle \theta _{c}(z|\tau )=\theta _{2}(z'|\tau )/\theta _{2}(0|\tau )}
{\displaystyle \theta _{n}(z|\tau )=\theta _{4}(z'|\tau )/\theta _{4}(0|\tau )}
{\displaystyle \theta _{d}(z|\tau )=\theta _{3}(z'|\tau )/\theta _{3}(0|\tau )}
در اینجا {\displaystyle z'=z/\theta _{3}(0|\tau )^{2}}.
توابع نویل تتا با توابع بیضوی ژاکوبی مرتبط هستند. اگر {\displaystyle pq(u,m)} یک تابع بیضوی ژاکوبی باشد آنگاه:
{\displaystyle \operatorname {pq} (u,m)={\frac {\theta _{p}(u,m)}{\theta _{q}(u,m)}}}

## مثال
اگر {\displaystyle m=0.3} و {\displaystyle z=2.5} را در تعاریف تابع نویل تتا جایگذاری کنیم به مقادیر پایین می‌رسیم.
- {\displaystyle \theta _{c}(2.5,0.3)=-0.65900466676738154967}[۵]
- {\displaystyle \theta _{d}(2.5,0.3)=0.95182196661267561994}
- {\displaystyle \theta _{n}(2.5,0.3)=1.0526693354651613637}
- {\displaystyle \theta _{s}(2.5,0.3)=0.82086879524530400536}

## تقارن
- {\displaystyle \theta _{c}(z,m)=\theta _{c}(-z,m)}
- {\displaystyle \theta _{d}(z,m)=\theta _{d}(-z,m)}
- {\displaystyle \theta _{n}(z,m)=\theta _{n}(-z,m)}
- {\displaystyle \theta _{s}(z,m)=-\theta _{s}(-z,m)}

## بردارهای سه بعدی
|  |  |  |  |